# Station Echteld
Station Echteld (geografische afkorting Ech) is een voormalig station aan de Betuwelijn bij Echteld, gelegen tussen de huidige stations van Tiel en Kesteren. Het station was geopend van 1 november 1882 tot 15 mei 1938.

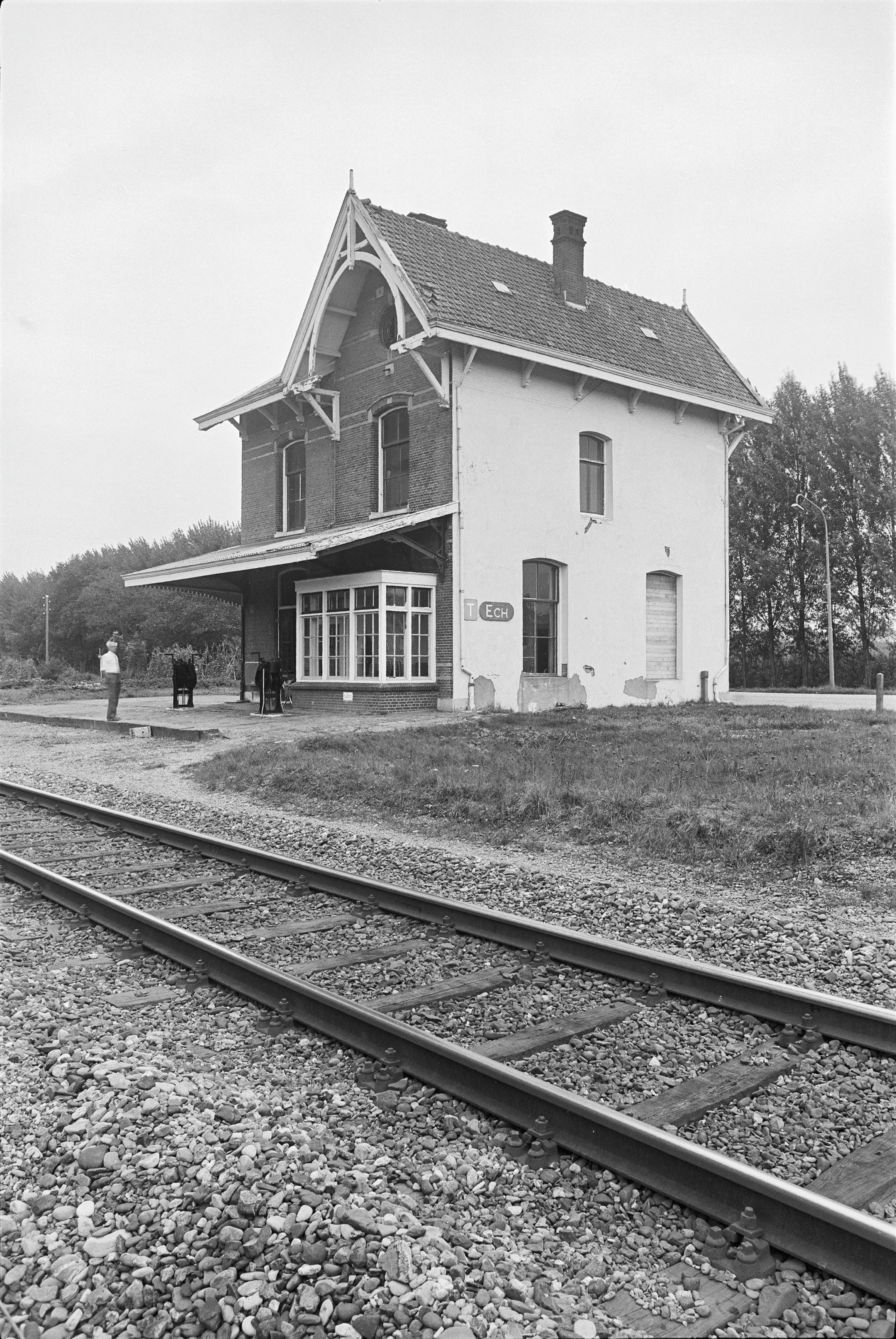
Station Echteld, perronzijde in 1976.